# Albert Wolff (dirigent)

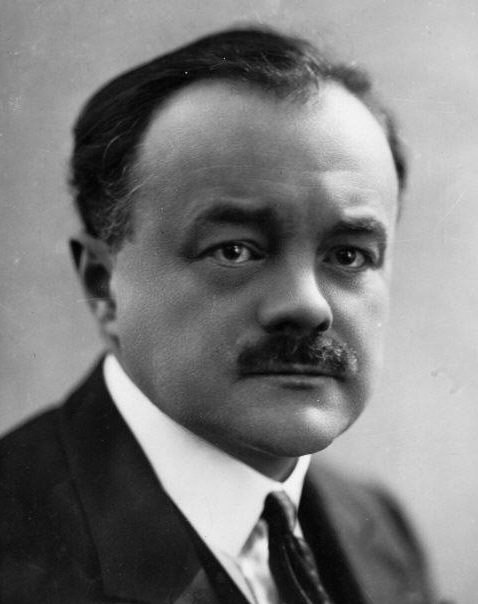
Albert Wolff

Albert Louis Wolff, född 19 januari 1884 i Paris, död där 20 februari 1970, var en fransk dirigent och tonsättare. Han var kormästare vid Opéra-Comique i Paris 1906, dirigent 1911–1919, samt chef 1922–1924 och 1943–1946. Mellan 1919 och 1921 var han engagerad vid Metropolitan. Wolff var dirigent för Orchestre Lamoureux i Paris 1928–1934, samt för Orchestre Pasdeloup 1925–1928 och 1934–1940. Mellan 1940 och 1945 var han verksam i Sydamerika. 
Wolff var gästdirigent i Sverige ett flertal gånger från 1938. I Stockholm dirigerade han 1960 Ravels första pianokonsert med Lars Sellergren som solist, 1961 i Uppsala. 
Den 27 februari 1947 invaldes han som utländsk ledamot nr 301 av Kungliga Musikaliska Akademien.